# 星果佛甲草
星果佛甲草（學名：Sedum actinocarpum）是景天科景天屬下的物種，為一年生肉質小草本。本物種為台灣特有種，廣泛分布於全島海拔350至2500米之林緣至林下。

## 特徵及習性
一年生肉質小草本，全株光滑無毛，花果期2至5月。
鬚根系，生長初期莖部短縮，葉緊密生長，似蓮座狀，成熟個體莖部直立，近地面處呈三叉分枝，莖頂多呈二叉分枝，匙形葉，全緣，先端圓鈍，偶有微突。
疏鬆狀聚繖花序，萼片5枚，離生，不等大，倒卵形至披針形，成熟後水平開展，花後宿存，至種子成熟始枯萎，花瓣5枚，偶可見4枚，長橢圓披針型，先端銳尖，黃色，雄蕊數為花瓣數之兩倍，呈兩輪排列，外輪與萼片對生，內輪與花瓣對生，心皮五枚，離生，蓇葖果，成熟時水平開展，種子細小，多數，成熟時呈暗黃色至棕色。

## 命名

### 學名
屬名Sedum，由拉丁文sedo變化而成，意思為「端坐」，描述本屬植物多生長於岩石峭壁等環境如坐其上。種小名由actino-「輻射狀」及carpel變化之carpum「心皮」組成，形容其心皮的排列方式。

### 俗名
「星果」形容其蓇葖果之樣貌如同星星，「佛甲草」有一說為此類植物葉片小而肥厚有如神佛的指甲，故名之。

## 分布
廣泛分布於臺灣全島海拔350至2500米之林緣及林下，北部與東部分布最多。

## 繁殖
種子直播繁殖。亦可進行扦插繁殖，成活容易。

## 分類學
台灣產佛甲草屬植物的分類歷年來皆有許多分歧，原因為其營養器官之形態特徵往往隨著植株大小及生育環境而有極大的不同，且其生殖器官又非常相似，導致分類上的困難。本種分布的海拔範圍極廣，不同海拔間的個體大小雖有所差異，但仍可藉由植株的分枝型態及萼片特徵與本屬其他物種做區分，而為各分類學者所接受。

### 引用
1. ↑  林鴻文. . 台灣: 國立台灣師範大學生命科學系. 2000 （中文（臺灣））.